# Легія (Київ)
Футбольний клуб «Легія» Київ — український аматорський футбольний клуб з Києва, заснований у 2013 році. Виступає у Чемпіонаті та Кубку Києва.

## Досягнення
- Чемпіонат Києва
  - Чемпіон: 2019
  - Бронзовий призер: 2015, 2017
- Кубок Києва
  - Володар: 2019.